# Rio Vermelho
Rio Vermelho este un oraș în Minas Gerais (MG), Brazilia.